# Where have I been wrong (album)
Where have I been wrong is een muziekalbum van The Cats uit vermoedelijk 1970. De nummers op dit verzamelalbum zijn allemaal door de Cats-leden zelf geschreven. Het album is genoemd naar het gelijknamige nummer Where have I been wrong, dat voor het eerst werd uitgebracht op het album Take me with you uit 1970 en ook op dit album voorkomt.

## Nummers
De duur van de nummers is ontleend van andere elpees en kan met deze elpee verschillen.
| Nummer | Naam                               | Geschreven door | Duur | Opmerkingen |
| ------ | ---------------------------------- | --------------- | ---- | ----------- |
| A1     | Where have I been wrong            | Piet Veerman    | 5:19 |             |
| A2     | I walk through the fields          | Cees Veerman    | 3:56 |             |
| A3     | Take me with you                   | Arnold Mühren   | 3:03 |             |
| A4     | Irish                              | Theo Klouwer    | 2:13 |             |
| A5     | Phone call                         | Piet Veerman    | 3:22 |             |
| A6     | The greatest thing                 | Jaap Schilder   | 3:19 |             |
| B1     | Magical mystery morning            | Arnold Mühren   | 2:40 |             |
| B2     | Don't waste my time                | Cees Veerman    | 2:37 |             |
| B3     | Five little tears                  | Arnold Mühren   | 2:49 |             |
| B4     | Somewhere up there                 | Piet Veerman    | 4:14 |             |
| B5     | If I could make you blue           | Arnold Mühren   | 2:29 |             |
| B6     | Crying like I've never done before | Cees Veerman    | 4:23 |             |